# Conflicto Yucatán-Campeche de 1826
El Conflicto Yucatán-Campeche de 1826 fue un conflicto armado encabezado por las ciudades de Mérida y Campeche durante la administración de Guadalupe Victoria.

## Contexto
En 1826 en la península de Yucatán, que hasta ese entonces había sido una de las regiones más pacíficas de la naciente nación mexicana, se dieron diversas perturbaciones que terminaron en acciones armadas entre las ciudades de Mérida y Campeche, que eran las dos ciudades más importantes de la provincia. Yucatán había resentido grandes perjuicios por las denominadas hostilidades de San Juan de Ulúa, situación que interrumpió su comercio con La Habana, Capitanía General de Cuba a donde exportaban palo de tinte, frutas, pieles de ganado y de venado, comercio que le era fundamental.

## Sitio de Campeche
Existió entonces un sitio sobre la ciudad de Campeche que parecía ser el preludio de una gran rebelión. La plaza fue sitiada por José Segundo Carvajal quién comandaba una fuerza de poco más de 2,000 hombres. Tanto la resistencia como el ataque fueron tan breves que poco daño causaron las tropas de Carvajal a las campechanas. Finalmente, conciliaron sus voluntades y se recuperó el clima de paz.